# Kina (godis)

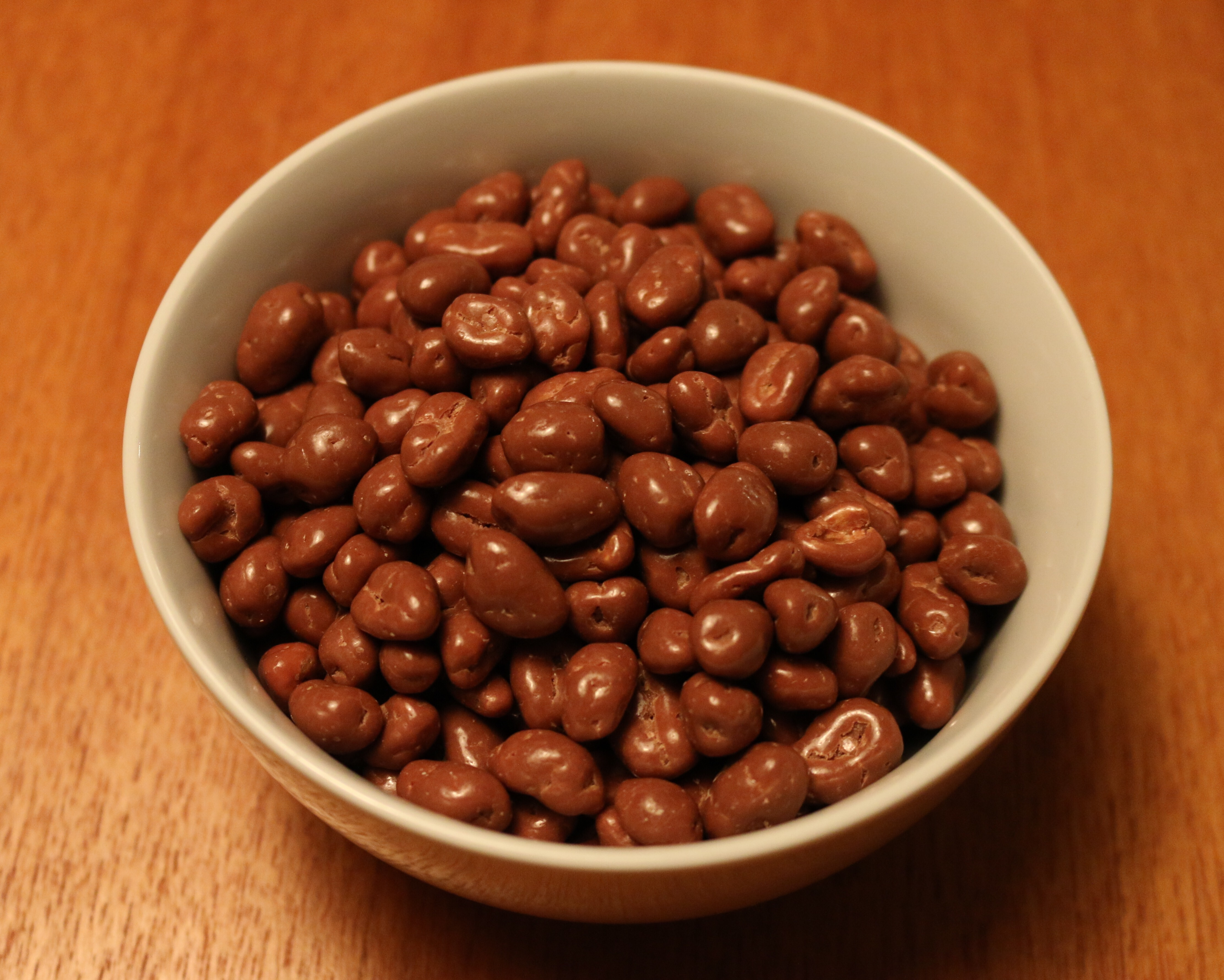
En skål med Kina.

Kina är en typ av godis som består av vetepuffar överdragna med mjölkchoklad och saluförs av Fazer. Godiset introducerades 1961 av Mazetti. Det kallades tidigare för Kinapuffar. Kina finns även som godiskaka och har funnits som stycksak. Kina har även funnits med jordnötssmak och som en "Pretzels"-variant.
Kina gul är ursprungsprodukten. I början av 1990-talet tillkom Kina röd. 2003 ändrade Kina gul och Kina röd namn till Kina snacks gul och Kina snacks röd. Kina snacks gul består av mjölkchokladöverdragna vetepuffar, medan Kina snacks röd består av mjölkchokladöverdragna majspuffar.

## Ändrad förpackning
Den 13 september 2011 publicerade Patrik Lundberg debattartikeln "Ni sliter själen ur mig" i Helsingborgs Dagblad. Lundberg menar att Kina-godisets tecknade bild av en kines förmedlar en stereotyp som ger upphov till rasism. Lundberg beskriver bilden som "en knallgul asiat med rishatt och ögon sneda som en lördagsfylla". Förutom att Fazer sliter själen ur Lundberg överväger han att bemöta motståndet genom att krossa "deras näsben med mina gula knogar. Jag svär, jag har testat". Även debattörerna Elin Grelsson och Sakine Madon förekom i debatten. 
Fazer meddelade den 20 september 2011 att företaget tagit till sig av kritiken och har nu ändrat utseendet på förpackningarna. Kinesen har ersatts av en konisk hatt som pryder A:et i "Kina".